# انقلاب 1995 في ساو تومي وبرينسيب
في 15 أغسطس 1995، وقعت محاولة انقلاب عسكري في ساو تومي وبرينسيب. انطلق الانقلاب ضد حكومة الرئيس ميغيل تروفوادا، بقيادة الملازم مانويل كوينتاس دي ألميدا. كان السبب المباشر للانقلاب هو تأخير رواتب الجنود لمدة 6 أشهر، وسوء الإمداد والظروف المعيشية للجنود. ومع ذلك، تحت ضغط من المجتمع الدولي، أعاد الجيش السلطة إلى تروفوادا في 22 أغسطس.